# Mateusz Taciak
Mateusz Taciak (* 19. Juni 1984 in Kórnik) ist ein ehemaliger polnischer Straßenradrennfahrer.

## Sportliche Laufbahn
Als Jugendlicher und Junior war Mateusz Taciak vor allem als Querfeldeinfahrer aktiv. 2000 und 2002 wurde er jeweils polnischer Vize-Meister in seiner Altersklasse. 2005 gewann er ein Teilstück bei dem Etappenrennen Kalisz-Konin. Im selben Jahr sowie 2006 wurde er Zweiter der polnischen Meisterschaft im Einzelzeitfahren der U23-Klasse. 2007 entschied er jeweils eine Etappe der Tour Alsace und der Tour de Moselle für sich. In den kommenden Jahren gewann er weiterhin Etappen von kleineren Rundfahrten, vor allem in Frankreich und der Schweiz, und stand auch regelmäßig bei polnischen Zeitfahrmeisterschaften auf dem Podium.
2009 unterschrieb Taciak seinen ersten Vertrag beim Mróz Continental Team. In der Folge startete er vor allem bei Rennen in seinem Heimatland, wo er wiederholt Podiumsplatzierungen einfahren konnte. Daraufhin wurde er zur Saison 2011 Mitglied im Professional Continental Team CCC Polsat-Polkowice. Bereits im ersten Jahr gewann er für das Team eine Etappe des chinesischen Rennens Tour of Qinghai Lake. 2012 war er Gesamtsieger des Etappenrennens Dookoła Mazowsza, 2015 von Szlakiem Grodów Piastowskich sowie 2016 der Bałtyk-Karkonosze Tour und der Tour of Małopolska.
Nachdem das Team CCC Polsat nach der Saison 2018 in ein Development Team umgewandelt wurde, wechselte Taciak zum Voster ATS Team. Ein weiterer zählbarer Erfolg blieb ihm verwehrt. Nachdem er 2000 schon keine Rennen mehr bestritten hatte, beendete Taciak im Mai 2020 im Alter von 36 Jahren seine aktive Karriere im Radsport. 2021 wurde er Mitglied der sportlichen Leitung seines ehemaligen Teams.

## Erfolge
2007
- eine Etappe Tour Alsace

2008
- Polymultipliée Lyonnaise

2009
- Memoriał Andrzeja Trochanowskiego
- eine Etappe Bałtyk-Karkonosze Tour

2011
- eine Etappe Tour of Qinghai Lake

2012
- Gesamtwertung Dookoła Mazowsza

2014
- Gesamtwertung Szlakiem Grodów Piastowskich

2015
- eine Etappe Bałtyk-Karkonosze Tour

2016
- Gesamtwertung und eine Etappe Bałtyk-Karkonosze Tour
- Gesamtwertung Tour of Małopolska

2018
- zwei Etappen Bałtyk-Karkonosze Tour
- Gesamtwertung Szlakiem Walk Majora Hubala
- Mannschaftszeitfahren Sibiu Cycling Tour